# Conohyus
Conohyus es un género extinto de suidos (cerdos, jabalíes, etc.) que habitó en Asia y Europa durante el Mioceno. Pertenece a la subfamilia Tetraconodontinae, caracterizada por poseer el tercer y cuarto premolar agrandado. La especie Conohyus sindiensis se reasignó al género extinto Retroporcus por Pickford y Laurent (2014).